# Samantha Morton
Samantha Morton (Nottingham, 13 de maig de 1977), és una actriu britànica, guanyadora d'un Globus d'or.

## Biografia
Samantha Jane Morton va néixer a Nottingham el 13 de maig de 1977. Filla de Peter Morton i Pamela Freebury, que es va divorciar quan tenia tres anys. Quan tenia tretze anys va estudiar a l'acadèmia artística Central Junior Television Workshop. Als 16 anys ja havia interpretat alguns papers de protagonista en diverses produccions televisives. Des d'aleshores ha anat guanyant reputació com a actriu.
El seu paper més famós actualment és el de Hattie en la producció dels Estats Units Acords i desacords dirigida per Woody Allen, nominada el 1999 a l'Oscar a la millor actriu secundària. Les seves últimes participacions en cinema han estat Minority Report (2007), pel·lícula dirigida per Steven Spielberg, In America (2008) dirigida per Jim Sheridan i Synecdoche, New York dirigida per Charlie Kaufman. Per a molts crítics Samantha és una actriu amb talent i amb gran experiència.
Apareix a la pel·lícula Control sobre la vida de Ian Curtis, líder i vocalista de Joy Division.

## Vida privada
Morton va sortir amb l'actor Charlie Creed-Miles, a qui va conèixer al plató de la pel·lícula The Last Yellow, l'any 1999. Es van separar quan Morton estava embarassada de 15 setmanes amb la seva filla, l'actriu Esmé Creed-Miles, nascuda el 5 de febrer de 2000.
Morton va conèixer el cineasta Harry Holm (fill de l'actor Ian Holm) mentre filmava un vídeo musical per a la banda The Vitamins. La seva filla, Edie, va néixer el 4 de gener de 2008 i el seu fill, Theodore, va néixer el 2012. Viuen a Monyash, Derbyshire.

## Filmografia

### Actriu
| Any  | Títol                                | Paper             | Notes |
| ---- | ------------------------------------ | ----------------- | ----- |
| 1997 | This Is the Sea                      | Hazel Stokes      |       |
| 1997 | Under the Skin                       | Iris Kelly        |       |
| 1999 | Acords i desacords                   | Hattie            |       |
| 1999 | Jesus' Son                           | Michelle          |       |
| 1999 | Dreaming of Joseph Lees              | Eva               |       |
| 2000 | Pandaemonium                         | Sara Coleridge    |       |
| 2001 | Eden                                 | Sam               |       |
| 2002 | Minority Report                      | Agatha            |       |
| 2002 | In America                           | Sarah             |       |
| 2003 | Code 46                              | Maria Gonzáles    |       |
| 2004 | L'intrús                             | Claire            |       |
| 2004 | The Libertine                        | Elizabeth Barry   |       |
| 2005 | River Queen                          | Sarah O'Brian     |       |
| 2005 | Lassie                               | Sarah Carraclough |       |
| 2007 | Expired                              | Claire            |       |
| 2007 | Control                              | Deborah Curtis    |       |
| 2007 | Mister Lonely                        | Marilyn Monroe    |       |
| 2007 | Elizabeth: l'edat d'or               | Maria I d'Escòcia |       |
| 2008 | Synecdoche, New York                 | Hazel             |       |
| 2008 | The Daisy Chain                      | Martha Conroy     |       |
| 2009 | The Messenger                        | Olivia Pitterson  |       |
| 2012 | John Carter                          | Sola              |       |
| 2012 | Cosmopolis                           | Vija Kinsky       |       |
| 2013 | Decoding Annie Parker                | Anne Parker       |       |
| 2014 | Miss Julie                           | Kathleen          |       |
| 2016 | Bèsties fantàstiques i on trobar-les | Mary Lou Barebone |       |
| 2022 | She Said                             | Zelda Perkins     |       |
| 2022 | La balena                            | Mary              |       |

| Any          | Títol                     | Paper                    | Notes                   |
| ------------ | ------------------------- | ------------------------ | ----------------------- |
| 1994         | Cracker                   | Joanne Barnes            | 2x04-2x05               |
| 1995–1996    | Band of Gold              | Naomi "Tracy" Richardson | 12 episodis             |
| 1996         | Emma                      | Harriet Smith            | Pel·lícula de televisió |
| 1997         | Jane Eyre                 | Jane Eyre                | Pel·lícula de televisió |
| 2006         | Longford                  | Myra Hindley             | Pel·lícula de televisió |
| 2017–2019    | The Last Panthers         | Naomi                    | 19 episodis             |
| 2019–2020    | The Walking Dead          | Alpha                    | 18 episodis             |
| 2022         | Tales of the Walking Dead | Alpha                    | 1x03                    |
| 2022–present | The Serpent Queen         | Caterina de Mèdici       | 8 episodis              |

### Doblatge
| Any                  | Títol      | Paper | Notes       |
| -------------------- | ---------- | ----- | ----------- |
| 2002–2003; 2011–2013 | Max & Ruby | Ruby  | 26 episodis |

### Videoclips
| Any  | Títol                |
| ---- | -------------------- |
| 2002 | Electrical Storm     |
| 2006 | Sheena Is a Parasite |